# Matthias Schmieder (Betriebswirt)
Matthias Schmieder (* 25. Februar 1952 in Oberwinden) ist ein deutscher Wissenschaftler, Autor und Unternehmer.

## Leben
Matthias Schmieder studierte nach seiner Ausbildung zum Steuerassistenten beim Finanzamt Freiburg von 1973 bis 1976 Betriebswirtschaftslehre an der Fachhochschule Pforzheim zum Betriebswirt (grad.), von 1977 bis 1979 Betriebswirtschaftslehre, sowie von 1979 bis 1982 Volkswirtschaftslehre an der Johann-Wolfgang-Goethe-Universität in Frankfurt. 1981 begann er als Stipendiat der Konrad-Adenauer-Stiftung ein Promotionsstudium. Im Jahre 1984 promovierte er an der Goethe-Universität mit einer Arbeit über Bilanzierung mit Kapitalwerten. Nach seiner Promotion arbeitete er in der Abteilung für Strategieentwicklung und Beteiligungscontrolling in der Zentrale der Deutsche Bank AG. Anschließend kamen Tätigkeiten als kaufmännischer Geschäftsführer in mittleren Softwareunternehmen mit insgesamt 8 Jahren hinzu.
Im Jahre 1996 wurde Schmieder in den Lehrstuhl für Betriebswirtschaftslehre und Controlling an die Fachhochschule Eberswalde berufen. Seit 1998 lehrt er an der Technischen Hochschule Köln Unternehmensführung und Controlling. Seine Forschungsschwerpunkte sind die Erforschung der Hidden Champions, Business Exzellenz und speziell Benchmarking. Im Jahre 2006 gründete er das Trainings- und Beratungsunternehmen Six Sigma Deutschland GmbH.
Neben seiner Professur ist er auch Mitglied des Vorstandes von „Wohnen im Eigentum e. V.“ Seit 2007 ist er Mitglied des Vorstandes des Trägervereins des INeKO Institut für NeKO ein Institut an der Universität zu Köln für die Entwicklung personaler und interpersonaler Kompetenzen. Im Jahre 2012 gründete er das Benchmarking Center Europe am INeKO. Das Benchmarking Center Europe führt Business-Benchmarking mit dem Schwerpunkt Prozess-Benchmarking in Europa durch. Durch die Kooperation mit APQC (Houston), hat das Benchmarking Center Zugang zu Daten und Kompetenzen der Benchmarkingautorität weltweit. Im Jahre 2018 gründete er das Online Haustierportal Happy-Pet.Club GmbH & Co KG, das Haustierbesitzer miteinander verbindet. Das Portal besteht aus einem Branchenverzeichnis für Dienstleister der Haustierbesitzer (Tierärzte etc.), einem Magazin und einem Kleinanzeigenverzeichnis.
Schmieder lebt in Köln und ist verheiratet.

## Veröffentlichungen (Auswahl)
Fach- oder Lehrbücher
- Schmieder, Matthias; Bilanzierung mit Kapitalwerten, Diss. Peter Lang/Frankfurt Bern New York 1984
- Schmieder, Matthias; Thomas, Sven; Plattformstrategien und Modularisierung in der Automobilentwicklung, Aachen 2004
- Schmieder, Matthias; Blum, Christopher, Marktsegmentierung im Industriegüterbereich am Beispiel eines Komponentenherstellers, Aachen 2007
- Schmieder, Matthias; Henschel, Steffen, Produktlebenszyklen und die Auswirkungen auf die Disposition, Aachen 2014
- Schmieder, Matthias; von Regius, Bernd, Leyendecker, Bert. Qualitätsmanagement im Einkauf, Vermeidung von Produktfehlern, Wiesbaden 2018

Beiträge in Sammelwerken
- Schmieder, Matthias; Hidden Champions Benchmarking, S. 197–222, in: Fallstudienkompendium Hidden Champions, hrsg. Jan-Philip Büchler
- Schmieder, Matthias; Vergleich von Six Sigma bei Financial-Services-Unternehmen und Produktionsunternehmen, in Six Sigma in der Finanzbranche, in Hrsg. Moormann, J. u. a. Frankfurt 2004, S. 41–60
- Schmieder, Matthias: Six Sigma. In Victor, F; Bärwolff, H.: Handbuch IT Systeme in der Medizin. Vieweg, S. 39–50, 2006.
- Schmieder, Matthias, Warum Six Sigma erfolgreich ist? Analyse aktueller Studien, in: Praxishandbuch Six Sigma – Fehler vermeiden, Prozesse verbessern, Kosten senken, hrsg. C. Gundlach und Roland Jochem, 2. Auflage, Düsseldorf 2014, S. 45–6
- Schmieder, Matthias, Einführung von Six Sigma in mittelständischen Unternehmen, in: Praxishandbuch Six Sigma – Fehler vermeiden, Prozesse verbessern, Kosten senken, hrsg. C. Gundlach und Roland Jochem, 2. Auflage, Düsseldorf 2014, S. 321–347
- Schmieder, Matthias; Vorsichtige Annäherung, Studie: Anwendung von Six Sigma in Deutschland, in: QZ 8/2003, S. 698–700
- Schmieder, Matthias; Six Sigma – neues Managementkonzept mit neuen Aufgaben für Controller? in: Controller Magazin 29. Jg. 6/04 S. 558–563.
- Schmieder, Matthias; Aksel, Mehmet: Passt Six Sigma zu uns? In: Qualität und Zuverlässigkeit, 05/2006, S. 34–37.
- Schmieder, Matthias; Stand des Benchmarking in Deutschland, In: Controller Magazin 36. Jg. 4/2011 S. 59.
- Schmieder, Matthias; Studie: Human Resources Leistungsbewertung: Sparpotenziale durch Selbst-Service-Systeme, KMU-Magazin Nr. 7, September 2011, S. 1–4
- Schmieder, Matthias; Vergleichen und Verbessern; in Personalwirtschaft 6/2011, S. 32–34
- Schmieder, Matthias; Mit den Besten der Branche vergleichen; in Sales Business 9/11, S. 25–27